# 篠栗本線料金所

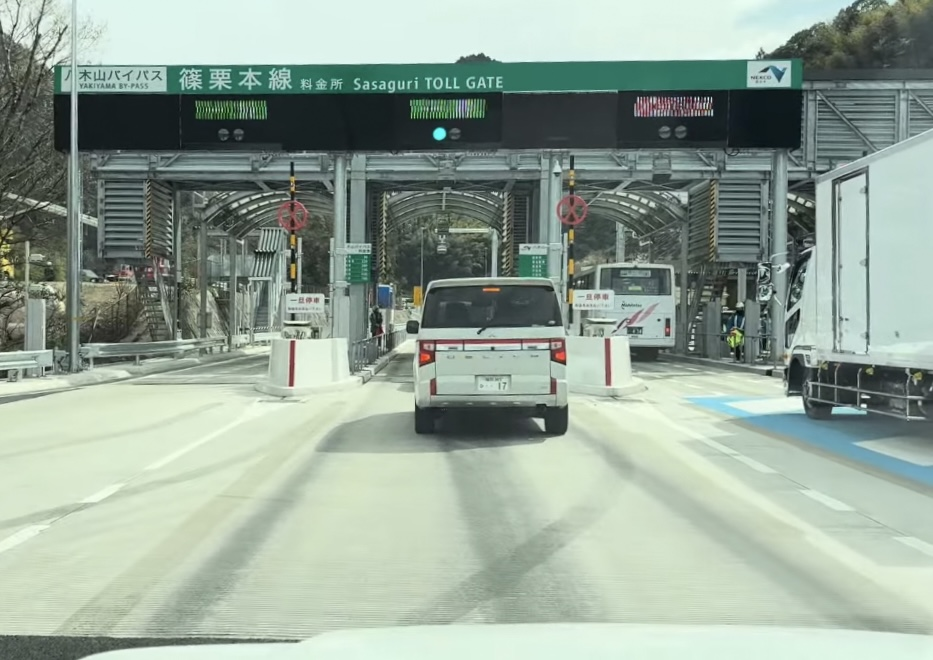
八木山バイパス・篠栗本線料金所（福岡県糟屋郡篠栗町）
2025年の再有料化後に設置された本線料金所

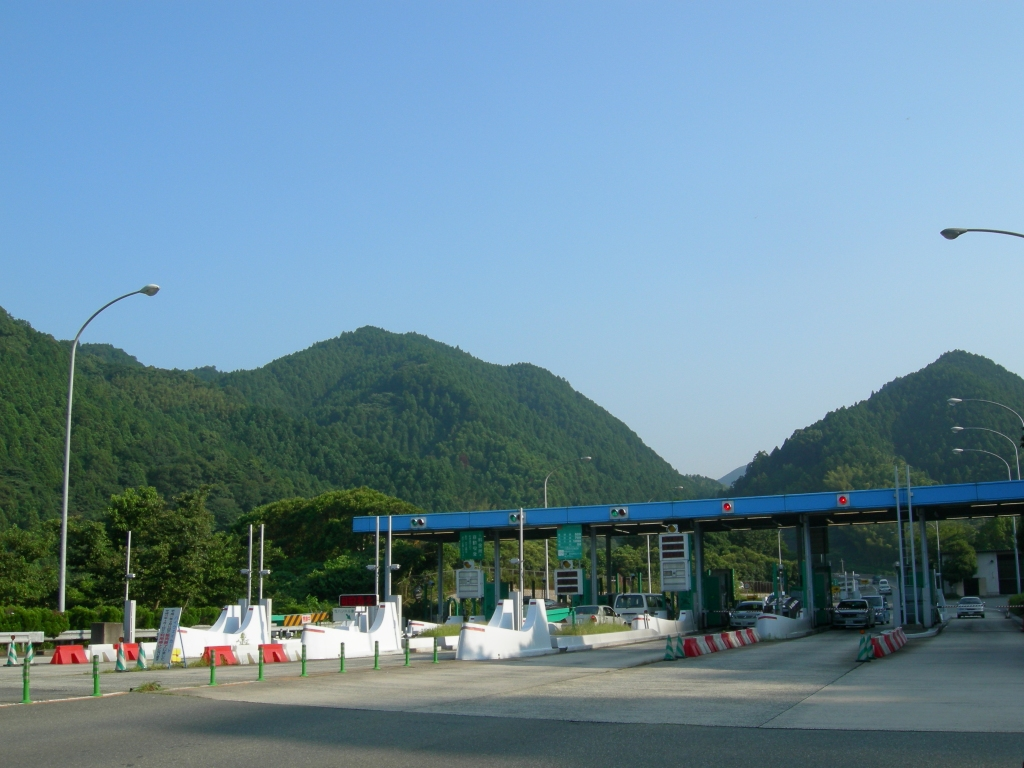
八木山バイパス・篠栗TB（福岡県糟屋郡篠栗町）
2014年の無料化前まで設置されていた料金所

篠栗本線料金所（ささぐりほんせんりょうきんじょ）は福岡県糟屋郡篠栗町に存在する八木山バイパスの本線料金所である。
南側に、八木山バイパス管理事務所が設けられていた。

## 概要
八木山バイパスにあるインターチェンジには料金所が個別に用意されていないため、ここで料金を支払う。飯塚市側の各IC（後述の城戸緊急車退出路を除く）は篠栗・福岡方面に対しての出入口しかないハーフICのみが設置され、飯塚市内区間のみの走行ができない仕組みとなっている。
2014年10月1日0時をもって八木山バイパスが無料開放されることに伴い、当料金所も一旦廃止され、料金所施設も撤去された。
2025年3月30日0時からは本線の4車線化と再有料化に伴い、旧料金所と同じ場所に本線料金所が再び設置された。

### 城戸出入口

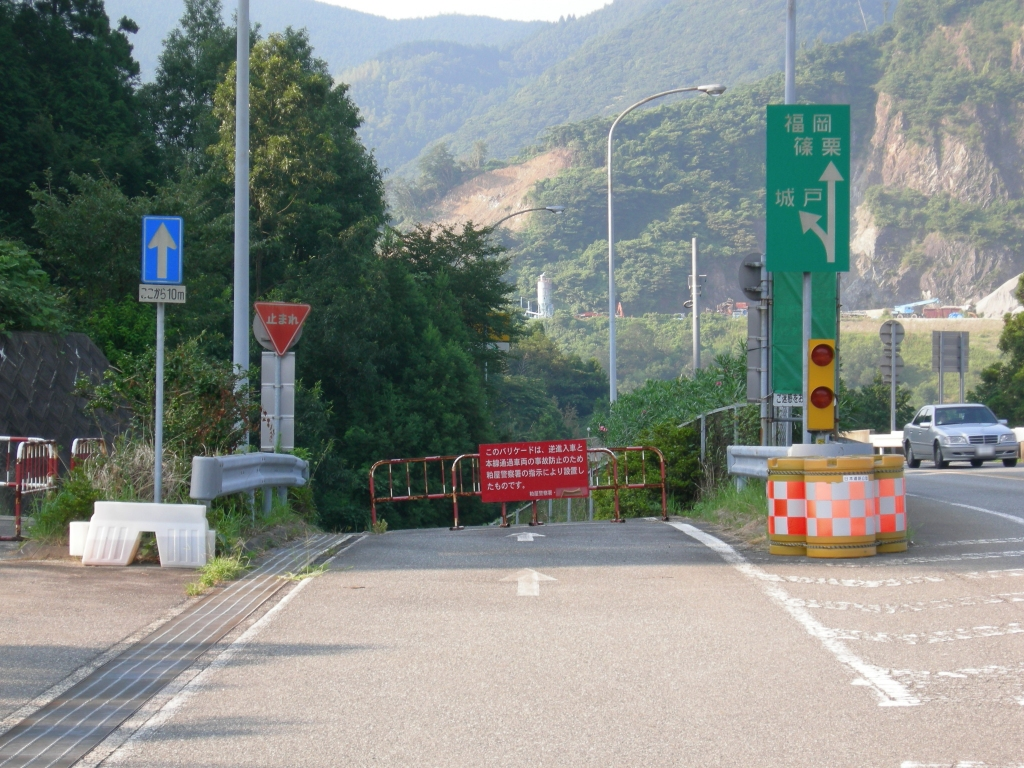
篠栗TB手前の城戸緊急車退出路

料金所及び管理事務所手前には付近を通る福岡県道435号内住篠栗線につながる、穂波方面の出入口のみのICが存在する。無料開放前においては、この出口は緊急時に避難したり、緊急車両が出入りできるように設置されたものであり、普段は逆進入防止などの理由からフェンスが設置されて通行することができなかった。やむを得ず利用する場合には、管理事務所の許可が必要であった。
無料開放を経て現在はフェンスが撤去されて出入口が開放され、自由に乗り降りができるようになった。なお、再有料化後も引き続き通行可能となっている。
ここで退出すれば、福岡県道435号内住篠栗線を経由して八木山峠の国道201号（二瀬川）と福岡県道60号飯塚大野城線のショウケ越手前（大野）に向かうことができる。ただし、バイパスから県道435号へ乗り降りするアクセス路は、片側1車線にも満たない狭い道路であるため、通行には注意が必要である。現在、出口の直前には、篠栗町により、「この先幅員減少 篠栗町」の看板が設置されている。

## 料金所施設

### 2014年まで
- ブース数：6

料金所は無人で自動収受機での対応となっていた。

#### 福岡方面（旧）
- ブース数：3
  - 一般（ETCカード対応）：2
  - 一般（ETCカード非対応）：1

#### 飯塚方面（旧）
- ブース数：3
  - 一般（ETC対応）：3

### 2025年3月30日から
- ブース数：6

#### 福岡方面
- ブース数：3
- ETCレーン1
- 一般レーン2

#### 飯塚方面
- ブース数：3
- ETCレーン : 1
- 一般レーン : 2

## 隣
八木山バイパス
篠栗IC - 篠栗TB - 筑穂IC